# Obiekt liniowy
Ten artykuł należy dopracować:

przedstawiono sytuację tylko z polskiej perspektywy – artykuł powinien być przekrojowy.
Pomóż go poprawić. Na stronie dyskusji mogą znajdywać się pomocne komentarze.
Obiekt liniowy – obiekt budowlany, którego charakterystycznym parametrem jest długość.
Pojęcie obiektu budowlanego zostało zdefiniowane w Prawie budowlanym. Wyodrębnienie tej grupy obiektów budowlanych jako odrębnego pojęcia zostało dokonane celem sprecyzowania pewnych specyficznych zapisów w przepisach prawa dotyczących tylko tej grupy, np. w kwestii pewnych procedur prawno–administracyjnych, braku obowiązku umieszczenia tablicy informacyjnej itp. Zaliczenie obiektu liniowego do grupy obiektów budowlanych dokonane jest w art. 3 pkt 3 Prawa budowlanego, a jego definicja znajduje się w art. 3 pkt 3a tej ustawy. Definicja ta oprócz zwartego wyżej określenia, że jest to obiekt, którego charakterystycznym parametrem jest długość, zawiera także wyliczenie podstawowych obiektów liniowych. Są to:
- droga wraz ze zjazdami,
- linia kolejowa,
- wodociąg,
- kanał,
- gazociąg,
- ciepłociąg,
- rurociąg,
- linia i trakcja elektroenergetyczna,
- linia kablowa nadziemna i, umieszczona bezpośrednio w ziemi, podziemna,
- wał przeciwpowodziowy,
- kanalizacja kablowa[d].

Pojęcie obiektu liniowego stosowane jest nie tylko w samej ustawie Prawo budowlane, ale również w przepisach wykonawczych wydanych z odpowiedniej delegacji ustawowej zawartej w tymże prawie. Przykładowo rozporządzenie Ministra Rozwoju w sprawie szczegółowego zakresu i formy projektu budowlanego, posługując się tym pojęciem, odnosi pewne specyficzne wymogi co do zakresu i formy projektu budowlanego dla obiektu liniowego, wynikające z jego specyfiki.
Obiekty liniowe mogą stać się barierą ekologiczną, powodując fragmentację siedlisk